# Beady Belle
Beady Belle – norweska grupa muzyczna założona przez Beate S. Lech w 1999. Muzyka grupy oscyluje pomiędzy jazzem, acid-jazzem, folkiem.

## Skład
- Beate S. Lech – wokale, kompozycje
- Marius Reksjø – gitara basowa, programowanie
- Erik Holm – perkusja

## Dyskografia
(Źródło:)
- 2001 Home
- 2003 Cewbeagappic
- 2005 Closer
- 2008 Belvedere
- 2010 At Welding Bridge
- 2018 Dedication